# Egyedúti Gergely
Egyedúti Gergely (16. század – 17. század?) gondnok.
A nagyszombati érseki udvar gondnoka volt. Nyomtatásban megjelent munkái:
1. Kalendariom. Az égnek forgassabul meg ismert es elrendelt praktikaiual egyetembe… MDLXXI. esztendore Curelouiai Szanizlo Jacobeius mester Crakkai academianak Astrolog. judiciama szelrent E. G. altal magiarra fordetatoth. Bécs. (Ajánló levelével pártfogójához Telegdi Miklóshoz, az esztergomi kaptalan olvasó kanonokjához. Ism. Stettner György. Tudománytár 1834. II. s. utána Toldy, Uj M. Múzeum 1853. II.; egyetlen példánya sem ismeretes.)
2. Kalendarium… MDLXII. esztendőre… Uo. (Egyetlen csonka példánya a m. tud. akadémia könyvtárában.)
3. Kalendarium… 1593. Uo. (Említi Walter László Tud. Gyűjt. 1829. IX. 116., 199. l. és Toldy Uj M. Múz. 1853. II. 189. l.)